# SparkFun Electronics
SparkFun Elektronics är ett amerikanskt företag som säljer elektronikkomponenter, utvecklingsverktyg för mikrokontrollers och breakout boards till populära kretsar, till exempel FTDI's USB till RS232 krets FT232.

## Historia
Nathan Seidle höll på med ett av sina första projekt med mikrokontrollers när hans programmerare kortslöts och sköt gnistor. Namnet SparkFun hade uppstått. När han letade efter en ersättare såg han en brist på verktyg och återförsäljare riktade till utvecklare. På jullovet 2002-2003 köpte han en massa komponeter och började jobba på webbplatsen som blev klar i januari 2003.
Nathan jobbade så mycket han kunde på SparkFun samtidigt som han gick i skolan. Han gick ut 2004 och då hade företaget vuxit tillräckligt mycket för att han skulle kunna jobba heltid på det.

## Sparkfun idag
Idag har Sparkfun över 30 anställda och har sitt konstant växande högkvarter utanför Boulder i Colorado, USA. De säljer byggsatser och moduler till både hobby-byggare och proffs.

## Projekt och guider
De har flera kompletta guider i stil med "lär dig löda" och "börja med mikrokontrollers" i sin tutorials-del.
De bedriver även den ädla konsten att plocka sönder hemelektronik för att se hur saker fungerar, till exempel var de bland de första som plockade sönder handkontrollen till Nintendo Wii.
- Telefonen Port-o-Rotary En gammal telefon med nummerskiva med en modern mobiltelefon inuti.
- Giant Nintendo Controller En 1.5 m lång, 40 kg tung NES-handkontroll.
- 12ft GPS Wall Clock En stor digital-klocka som täcker en hel vägg.